# Сахаляр
Сахаля́р (якут. бааһынай) — метис, потомок от смешанного брака якута/якутки и представителя/представительницы какого-либо иного этноса, как правило европеоидного. Сахаляры проживают, в основном, в Якутии и прилегающих субъектах Российской Федерации. Слово не следует путать с сахалар — множественным числом от самоназвания якутов, саха́.

## Описание
В силу исторических причин подавляющее большинство сахаляров представляют собой результат смешения якутов с восточными славянами, в основном русскими, — но бывает и иначе. Часто этим этнонимом называют людей с любым процентом якутской крови и рассматривают сахаляров как представителей особой этнической группы. Например, информационное агентство «Саха-Новости», описывая подробности Всероссийской переписи населения 2002 года, сообщает: «К числу прочих национальностей будут отнесены сахаляры». Лидер русской общины Якутии Сергей Юрков характеризует положение определённее: он говорит о возникновении новой народности — сахаляров. Профессор, преподаватель СВФУ Павел Левонович Казарян также склонен рассматривать олёкминских сахаляров как своеобразную народность, субэтнос.
Внешний облик сахаляров сочетает в себе черты этносов-субстратов в различной пропорции. Источники отмечают, что наиболее устойчиво заметными якутскими признаками как правило остаются характерный оттенок цвета кожи и разрез глаз (эпикантус). В то же время сахаляров отличают высокорослость, широкие плечи, иногда — тёмные волосы, особый цвет глаз. Академик Валерий Алексеев, антрополог, историк, директор Института археологии АН СССР, в своём опубликованном в 1971 году исследовании «Данные антропологии к этногенезу тюркских народов» пишет:
…очень много метисов — сахаляров, как зовёт их местное население: голубоглазые или сероглазые, иногда со светлыми или пепельными волосами — русские, ну, совсем русские по внешнему виду, а говорят по-якутски. Русский язык знают неплохо, но чувствуется, что это не их родной язык. Это — смешанное население.
Светловолосость, высокий рост сахаляров отмечаются и в художественных произведениях. Знаток «Что? Где? Когда?», писатель Борис Бурда в своих кулинарных очерках называет сахаляров «жутко красивыми». Конкурсантками «Мисс Якутия», в основном, являются сахалярки. Руководитель модельной студии «NY» Нюргуяна Яковлева свидетельствует:
Большинство моделей, не только моих, но и вообще в Якутии, — сахалярки. Может, потому что у них хороший рост и фигура?

## Применение

Открытие памятника Семёну Дежнёву и его семье. Якутск, сентябрь 2005 года.

Термин распространён в Якутии и прилегающих субъектах России, то есть фактически в большей части Сибири. Он в равной степени употребим как русскими, так и якутами, а также и среди остальных местных этносов. В городе Якутске есть «памятник первому сахаляру», как его шутливо называют горожане, — русскому первопроходцу Семёну Дежнёву и его семье, жене-якутке Абакаяде Сючю и их сыну Любиму. Как пишет аналитический журнал «Русский предприниматель»,
Традиционно сахаляры были как бы связующим звеном между русскими и якутами и пользовались симпатией и тех и других. Якутоязычное население использует близкие по значению термины — «бааһынай» (пашенный крестьянин)
С другой стороны, отмечается и наличие большого количества сахаляров практически европеоидной, русской внешности, но якутоязычных и воспитанных в якутских национальных традициях. Иногда, упрощая вопрос, под сахалярами понимают русских, говорящих по-якутски. Лауреат литературной премии «Национальный бестселлер» 2009 года иркутский писатель Андрей Геласимов замечает:
Мне близка эта тема. У меня много друзей-сахаляров, некоторые не знали, к какой нации себя относить.

## Известные сахаляры
- Первый Президент Якутии Михаил Николаев — типичный сахаляр: его отец Ефим Фёдорович Николаев — якут, а мать Мария Михайловна Николаева (девичья фамилия Козлова) — русская[19].
- Лонгинов, Владимир Дионисьевич, Герой Советского Союза, сахаляр (отец — русский, мать — якутка).